# العروس (الشعر)

تعديل مصدري - تعديل

العروس هي إحدى قرى عزلة بيت الصائدي بمديرية الشعر التابعة لمحافظة إب، بلغ تعداد سكانها 193 نسمة حسب تعداد اليمن لعام 2004.